# Cinq Jeunes Filles endiablées
Pour plus de détails, voir Fiche technique et Distribution.
Cinq Jeunes Filles endiablées (titre original : Spring Madness) est un film américain réalisé par S. Sylvan Simon, sorti en 1938.

## Synopsis
Pour leur dernier semestre à Harvard, deux étudiants prévoient de voyager dans les coins les plus reculés du monde.

## Fiche technique
- Titre original : Spring Madness
- Titre : Cinq Jeunes Filles endiablées
- Réalisation : S. Sylvan Simon
- Scénario : Edward Chodorov, Eleanor Golden, Eloise Barrangon d'après la pièce Spring Dance de Philip Barry
- Directeur de la Photographie : Joseph Ruttenberg
- Directeur artistique : Cedric Gibbons
- Chef décorateur : Edwin B. Willis
- Chef costumier : Dolly Tree
- Musique : William Axt
- Ingénieur du son : Douglas Shearer
- Montage : Conrad A. Nervig
- Producteur : Edward Chodorov
- Société de Production : Metro-Goldwyn-Mayer (MGM)
- Format :  - 1.37 : 1 – Noir et blanc - Son : monophonique (Western Electric Sound System)
- Durée : 67 minutes
- Pays d'origine : États-Unis
- Dates de sortie en salle :
  - États-Unis : 11 novembre 1938
  - France : 20 avril 1939

## Distribution
- Maureen O'Sullivan : Alexandra Benson
- Lew Ayres : Sam Thatcher
- Ruth Hussey : Kate McKim
- Burgess Meredith : The Lippencott
- Ann Morriss : Frances
- Joyce Compton : Sally
- Jacqueline Wells : Mady Platt
- Frank Albertson : Hat
- Truman Bradley : Walter Beckett
- Marjorie Gateson : Miss Ritchie
- Renee Riano : Mildred
- Sterling Holloway : Buck
- Dick Baldwin : Doc

Acteurs non crédités
- John Archer : Étudiant au collège de Dartmouth
- James Millican : Étudiant au collège de Dartmouth
- Clayton Moore : Étudiant au collège de Dartmouth
- Willie Best : Employé aux bagages dans le train
- Egon Brecher : Employé de l'agence de voyages soviétique
- Spencer Charters : Chef de la Police
- Edward Gargan : Jim
- Thurston Hall : Charles Platt
- J. M. Kerrigan : Mr. Maloney
- Lee Phelps : Officier de Police Ryan